# Czesław Stanula
Czesław Stanula CSsR (* 27. März 1940 in Szerzyny; † 14. Mai 2020 in Salvador, Bahia) war ein polnischer Ordensgeistlicher und römisch-katholischer Bischof vom Itabuna in Brasilien.

## Leben
Czesław Stanula trat der Ordensgemeinschaft der Redemptoristen bei und legte am 15. August 1957 sein erstes Gelübde ab. Nach seiner theologischen Ausbildung empfing er am 19. Juli 1964 durch den Bischof von Tarnów, Jerzy Karol Ablewicz die Priesterweihe. Er war anschließend über 50 Jahre lang in Argentinien und in Brasilien tätig.
Papst Johannes Paul II. ernannte ihn am 17. Juni 1989 zum Bischof von Floresta. Der Erzbischof von São Salvador da Bahia, Lucas Kardinal Moreira Neves OP, spendete ihm am 5. November desselben Jahres die Bischofsweihe; Mitkonsekratoren waren Thomas William Murphy CSsR, Weihbischof in São Salvador da Bahia, und Tarcísio Ariovaldo Amaral CSsR, Bischof von Campanha. Als Wahlspruch wählte er VOX CLAMANTIS IN DESERTO. Am 27. August 1997 wurde er zum Bischof von Itabuna ernannt. In der brasilianischen Bischofskonferenz war er Präsident der Region „Nordeste 3“. Papst Franziskus nahm am 1. Februar 2017 seinen altersbedingten Rücktritt an.
Er starb im Mai 2020 in Salvador, Bahia, Brasilien, wo er in der Redemptoristengemeinde lebte.

## Wirken
Stanula engagierte sich insbesondere für Familien und die charismatische Erneuerung. 2013 wurde er für sein pastorales und soziales Engagement zum Ehrenbürger des Bundesstaates Bahia ernannt.
Für seine literarische Tätigkeit wurde er 2012 in die Literaturakademie von Itabuna aufgenommen.
Bereits 1996 wurde er von seinem Heimatland Polen in Anerkennung seiner Verdienste um die Verbindungen zwischen Polen und Brasilien mit dem Komturkreuz des Ordens Polonia Restituta ausgezeichnet. 2018 erfolgte die Auszeichnung zum Großkomtur.